# Championnat d'Amérique du Nord masculin de volley-ball
Le championnat d'Amérique du Nord de volley-ball masculin est une compétition sportive professionnelle de volley-ball organisée par la NORCECA.

## Palmarès
| Année | Lieu                       | Champion   | Finaliste              | Troisième  | Quatrième              |
| ----- | -------------------------- | ---------- | ---------------------- | ---------- | ---------------------- |
| 1969  | Mexico                     | Cuba       | Mexique                | États-Unis | Canada                 |
| 1971  | La Havane                  | Cuba       | États-Unis             | Mexique    | Porto Rico             |
| 1973  | Tijuana                    | États-Unis | Cuba                   | Canada     | Porto Rico             |
| 1975  | Los Angeles                | Cuba       | Mexique                | États-Unis | Canada                 |
| 1977  | Saint-Domingue             | Cuba       | Mexique                | États-Unis | Porto Rico             |
| 1979  | La Havane                  | Cuba       | Canada                 | Mexique    | République dominicaine |
| 1981  | Mexico                     | Cuba       | États-Unis             | Canada     | Mexique                |
| 1983  | Indianapolis               | États-Unis | Canada                 | Cuba       | Mexique                |
| 1985  | Santiago de los Caballeros | États-Unis | Cuba                   | Canada     | République dominicaine |
| 1987  | La Havane                  | Cuba       | États-Unis             | Canada     | République dominicaine |
| 1989  | San Juan                   | Cuba       | Canada                 | États-Unis | Porto Rico             |
| 1991  | Regina                     | Cuba       | États-Unis             | Canada     | Mexique                |
| 1993  | La Nouvelle-Orléans        | Cuba       | États-Unis             | Canada     | Porto Rico             |
| 1995  | Edmonton                   | Cuba       | États-Unis             | Canada     | Porto Rico             |
| 1997  | Caguas/San Juan            | Cuba       | États-Unis             | Canada     | Mexique                |
| 1999  | Monterrey                  | États-Unis | Cuba                   | Canada     | Mexique                |
| 2001  | Bridgetown                 | Cuba       | États-Unis             | Canada     | République dominicaine |
| 2003  | Culiacán                   | États-Unis | Canada                 | Cuba       | Mexique                |
| 2005  | Winnipeg                   | États-Unis | Cuba                   | Canada     | République dominicaine |
| 2007  | Anaheim                    | États-Unis | Porto Rico             | Cuba       | Canada                 |
| 2009  | Bayamón                    | Cuba       | États-Unis             | Porto Rico | Canada                 |
| 2011  | Mayagüez                   | Cuba       | États-Unis             | Canada     | Porto Rico             |
| 2013  | Langley                    | États-Unis | Canada                 | Cuba       | Porto Rico             |
| 2015  | Córdoba                    | Canada     | Cuba                   | Porto Rico | Mexique                |
| 2017  | Colorado Springs           | États-Unis | République dominicaine | Canada     | Mexique                |
| 2019  | Winnipeg                   | Cuba       | États-Unis             | Canada     | Mexique                |
| 2021  | Durango                    | Porto Rico | Canada                 | Mexique    | Cuba                   |
| 2023  | Charleston                 | États-Unis | Canada                 | Cuba       | République dominicaine |

## Tableau des médailles
| Rang | Nation                 | Or | Argent | Bronze | Total |
| ---- | ---------------------- | -- | ------ | ------ | ----- |
| 1    | Cuba                   | 16 | 5      | 5      | 26    |
| 2    | États-Unis             | 10 | 11     | 4      | 25    |
| 3    | Canada                 | 1  | 7      | 14     | 22    |
| 4    | Porto Rico             | 1  | 1      | 2      | 4     |
| 5    | Mexique                | 0  | 3      | 3      | 6     |
| 6    | République dominicaine | 0  | 1      | 0      | 1     |